# Dewa Shigetō

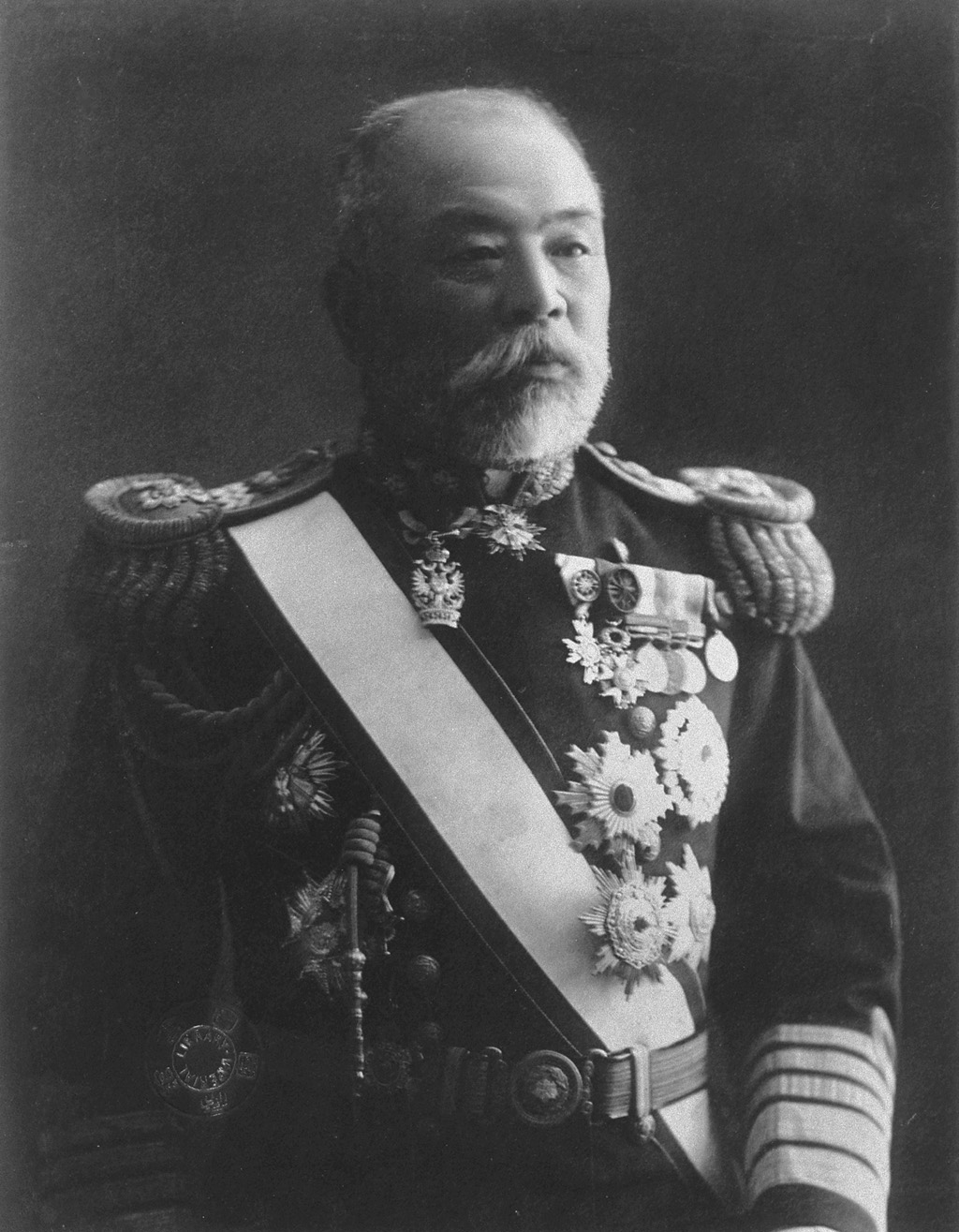
Baronul Dewa Shigetō

Baron Dewa Shigetō (出羽 重遠,10 decembrie 1856 – 27 ianuarie 1930) a fost un amiral în Marina Imperială Japoneză.

## Biografie
Dewa a fost fiul unui samurai din domeniul Aizu (în prezent prefectura Fikushima). Încă de tânăr, el s-a înrolat în Byakkotai, o unitate de rezervă a armatei domeniului Aizu. Unitatea Byakkotai a fost chemată la luptă, Dewa a luptat în Bătălia de la Aizu și Războiul Boshin.
Dewa s-a înscris la școala de 5 ani a  Academiei Navale a Imperiului Japonez, terminând al șaselea din 43 de cadeți. S-a înrolat ca subofițer pe câteva vase ale nou-înființatei Marine Japoneze, printre care corvetele Tsukuba și Amagi, navele de război blindate Fusō și Ryūjō, nava de gardă Hosho și crucișătoarele Asama, Naniwa și Takachiho. Între 1886 și 1890 a fost ofițer pe crucișătorul Takao. Între 1893 și 1894 Dewa a fost căpitan pe canonierele Akagi și Tatsuta.
În timpul Primului Război Sino-Japonez (1894-1895) Dewa a fost ofițer al “Flotei Mărilor de Vest”, o flotă defensivă ce patrula în apele japoneze. În 1895 a devenit director al Departamentului de Personal al Ministerului Armatei Maritime. În 1898 a comandat crucișătorul Tokiwa.
Promovat la rangul de contraamiral în 20 mai 1900 și viceamiral în 6 iunie 1904, în timpul Primului Război Sino-Japonez el a fost comandantul escadronului al III-lea de crucișătoare al Primei Flote a Marinei Imperiale Japoneze și a luat parte la bătălia navală de la Port Arthur, Bătălia din Marea Galbenă (în care a fost comandantul crucișătorului Yakumo) și a condus escadronul al III-lea în timpul Bătăliei decisive de la Tsushima de pe nava amiral, crucișătorul Kasagi.
În decembrie 1905 Dewa a fost numit comandant-șef al Flotei a III-a a Marinei Japoneze, iar din noiembrie 1906 a fost directorul Biroului Educațional Naval.
În 3 decembrie 1907 Dewa a fost înnobilat cu titlul de „danshaku” (baron), sub sistemul kazoku.
Mai târziu a fost comandant-șef al Flotei a II-a a Marinei Japoneze, Districtul Naval Sesabo, și al Flotei I a Marinei Japoneze.
În data de 9 iulie 1907 el a fost promovat la gradul de amiral. Dewa Shigeto a fost prima persoană din districtul Aizu, care a obținut gradul de amiral al Marinei Imperiale Japoneze. Următoarea persoană cu rădăcini în Aizu care avea să fie ridicată la gradul de amiral a fost Matsudaira Morio, fiul fostului Lord de Aizu, Matsudaira Katamori.
În timpul scandalului Siemens-Vickers privind armamentul naval, ca președinte al comisiei de anchetă, Dewa și-a concentrat toate eforturile pentru a stârpi corupția din Marină. Aceasta a condus la căderea cabinetului condus de amiralul Yamamoto Gonnohyōe. Dewa s-a retras din serviciul activ în 1925.
În ultimii ani de viață, Dewa a fost implicat în construirea unor monumente în memoria victimelor Bătăliei de la Aizu. A fost înmormântat în Cimitirul Aoyama din Tokyo.